# Way Out West (album de Sonny Rollins)
Pour les articles homonymes, voir Way Out West.
Albums de Sonny Rollins
Sonny Rollins, Vol. 1
(1957) Sonny Rollins, Vol. 2
(1957)
Way Out West est un album du saxophoniste ténor Sonny Rollins  enregistré avec le contrebassiste Ray Brown et le batteur Shelly Manne le 7 mars 1957 pour le label Contemporary Records.

## Contexte
Sonny Rollins utilise pour la première fois la technique musicale dite « strolling », ainsi il interprète ses solos de saxophone uniquement accompagné par la contrebasse et la batterie, sans accords au piano. La réédition récente du CD (1991) intègre trois morceaux supplémentaires dont la chanson titre. Ces ajouts sont environ deux fois plus long avec davantage de solos par les trois membres du groupe.
Afin d'adapter la session d'enregistrement aux emplois du temps chargé des musiciens, ils ont enregistré de nuit. Les notes de la pochette de l'album indiquent : « À 7 heures du matin, après quatre heures d'intense concentration, au cours de laquelle ils ont enregistré la moitié de l'album et alors qu'ils devaient être épuisé, Sonny dit: “ je suis « chaud » maintenant ” et Shelly qui était debout depuis 24 heures, ajouta : “ Les gars, j'ai vraiment envie de jouer ” quant à Ray qui était également fatigué et qui était appelé par un studio pour l'après-midi a juste souri. »
La couverture de l'album est prise par le célèbre photographe de jazz William Claxton et représente Rollins dans le désert vêtu d'un chapeau Stetson, d'un étui de pistolet vide et le saxophone sous le bras, c'est devenu un classique,. Les notes de l'album indiquent que selon Koenig la mise en scène est une idée de Rollins qui souhaitait fêter son premier voyage dans l'Ouest.

## Titres
Les titres sont enregistrés au début du mois de mars 1957. À cette époque, Rollins semble avoir du mal à trouver des musiciens pour l'accompagner, en particulier un pianiste. C'est une raison pour laquelle il n'y a pas de piano sur cet album qui est aussi son premier enregistrement en trio, saxophone ténor - contrebasse - batterie, que Rollins réutilisera à plusieurs reprises par la suite,.
Les morceaux I'm an Old Cowhand et Wagon Wheels dégagent clairement une impression de bonne humeur et sont interprétés dans un style humoristique qui peut rappeler la comédie Way out west sortie en 1937 avec Laurel et Hardy.
| N° | Titre                                    | Compositeur                                 | Durée |
| -- | ---------------------------------------- | ------------------------------------------- | ----- |
| 1. | I'm an Old Cowhand (From the Rio Grande) | Johnny Mercer                               | 5:42  |
| 2. | Solitude                                 | Eddie DeLange, Duke Ellington, Irving Mills | 7:52  |
| 3. | Come, Gone                               | Sonny Rollins                               | 7:53  |
| 4. | Wagon Wheels                             | Peter DeRose, Billy Hill                    | 10:11 |
| 5. | There is no greater love                 | Isham Jones, Marty Symes                    | 5:17  |
| 6. | Way Out West                             | Sonny Rollins                               | 6:30  |

## Enregistrement
C'est le premier enregistrement de Sonny Rollins en compagnie du contrebassiste Ray Brown et du batteur Shelly Manne. Les titres sont enregistrés le 7 mars 1957 au studio Contemporary à Los Angeles.
| Musicien      | Instrument      |  | Équipe technique |                  |
| ------------- | --------------- |  | ---------------- | ---------------- |
| Sonny Rollins | saxophone ténor |  | Lester Koenig    | producteur       |
| Ray Brown     | contrebasse     |  | Roy DuNann       | ingénieur du son |
| Shelly Manne  | batterie        |  | William Claxton  | couverture       |